# Fábio Carvalho (futebolista)
Fábio Leandro Freitas Gouveia de Carvalho (Torres Vedras, 30 de agosto de 2002) é um futebolista português que atua como extremo ou médio-ofensivo. Atualmente joga no Brentford.

## Infância e Início de Carreira
Fábio nasceu em Torres Vedras, no distrito de Lisboa. É filho de mãe portuguesa natural da ilha da Madeira. Jogou na formação do Olivais Sul e do Benfica. Em 2013, a sua família emigrou para Londres, Inglaterra. Fábio jogou no Balham antes ingressar nas camadas jovens do Fulham, em 2015.

## Carreira Clubística

### Fulham
Em maio de 2020, Fábio assinou o seu primeiro contrato profissional com o Fulham, por 2 anos. A 23 de setembro, fez a sua estreia pela equipa sénior, entrando como suplente numa vitória por 2–0 sobre o Sheffield Wednesday, para a Taça da Liga Inglesa. A 15 de maio de 2021, Fábio marcou o seu primeiro golo profissional, numa derrota fora de casa por 3–1 frente ao Southampton, num jogo da Premier League. O Fulham terminou a temporada em 18º lugar, descendo de divisão para o Championship.[carece de fontes?]
Fábio teve um impressionante início de temporada 2021–22, marcando 3 golos nos seus primeiros 5 jogos no Championship. Como resultado, recebeu o prémio de Jovem Jogador da EFL do Mês de agosto de 2021. Terminou a época com 10 golos em 36 jogos no campeonato, com o Fulham a sagrar-se campeão do Championship e a conquistar o regresso à Premier League.[carece de fontes?]

### Liverpool
Em maio de 2022, o Liverpool anunciou um acordo para contratar Fábio Carvalho por 5 milhões de libras (+ 2,7 milhões de libras em objetivos). A transferência foi oficializada a 1 de julho e Fábio foi apresentado oficialmente como jogador dos Reds dois dias depois.
A 27 de agosto de 2022, marcou o seu primeiro golo pelo clube, numa vitória em casa por 9–0 sobre o Bournemouth, na Premier League. Quatro dias depois, a 31 de agosto, Fábio marcou o golo da vitória aos 90+8 minutos numa vitória por 2–1 sobre o Newcastle em Anfield.

## Carreira Internacional
Fábio Carvalho representou Inglaterra até ao escalão Sub-18.
A 17 de março de 2022, Fábio foi convocado pela Seleção Sub-21 de Portugal, para os jogos de qualificação para o Campeonato Europeu Sub-21 de 2023, contra Islândia e Grécia.
Em outubro de 2022, Fábio foi nomeado na lista de 55 jogadores pré-convocados pela Seleção Portuguesa para o Mundial 2022 no Catar. No entanto, não foi selecionado para o plantel final de 26 jogadores.[carece de fontes?]

## Estatísticas de carreira
- Atualizado até 15 de maio de 2023

| Clube             | Temporada         | Campeonato        | Campeonato | Campeonato | FA Cup | FA Cup | EFL Cup | EFL Cup | Competições Europeias | Competições Europeias | Outros | Outros | Total | Total |
| Clube             | Temporada         | Divisão           | Jogos      | Golos      | Jogos  | Golos  | Jogos   | Golos   | Jogos                 | Golos                 | Jogos  | Golos  | Jogos | Golos |
| ----------------- | ----------------- | ----------------- | ---------- | ---------- | ------ | ------ | ------- | ------- | --------------------- | --------------------- | ------ | ------ | ----- | ----- |
| Fulham Sub-23     | 2018–19           | —                 | —          | —          | —      | —      | —       | —       | —                     | —                     | 1      | 0      | 1     | 0     |
| Fulham Sub-23     | 2019–20           | —                 | —          | —          | —      | —      | —       | —       | —                     | —                     | 3      | 0      | 3     | 0     |
| Fulham Sub-23     | 2020–21           | —                 | —          | —          | —      | —      | —       | —       | —                     | —                     | 2      | 0      | 2     | 0     |
| Fulham Sub-23     | Total             | Total             | —          | —          | —      | —      | —       | —       | —                     | —                     | 6      | 0      | 6     | 0     |
| Fulham            | 2020–21           | Premier League    | 4          | 1          | 1      | 0      | 1       | 0       | —                     | —                     | —      | —      | 6     | 1     |
| Fulham            | 2021–22           | Championship      | 36         | 10         | 2      | 1      | 0       | 0       | —                     | —                     | —      | —      | 38    | 11    |
| Fulham            | Total             | Total             | 40         | 11         | 3      | 1      | 1       | 0       | —                     | —                     | —      | —      | 44    | 12    |
| Liverpool         | 2022–23           | Premier League    | 13         | 2          | 1      | 0      | 2       | 1       | 4                     | 0                     | 1      | 0      | 21    | 3     |
| Total de Carreira | Total de Carreira | Total de Carreira | 53         | 13         | 4      | 1      | 3       | 1       | 4                     | 0                     | 7      | 0      | 71    | 15    |

1. 1 2 3  Jogo(s) no EFL Trophy
2. ↑  Jogos na Liga dos Campeões
3. ↑  Jogo no Community Shield

## Prémios
Fulham
- Championship: 2021–22[17]

Liverpool
- Supertaça de Inglaterra: 2022[18]

RB Leipzig
- Supertaça de Alemanha: 2023[carece de fontes?]

Individual
- Jovem Jogador do Mês da EFL: agosto de 2021[10]
- Equipa do Ano da PFA : Championship 2021–22[19]